# Distrito de Orhei
El distrito de Orhei es uno de los distritos (en rumano: raion) en la parte central de Moldavia. Su centro administrativo (Oraș-reședință) es la ciudad de Orhei. El 1 de enero de 2006 tenía una población de 115.800 habitantes.

## Subdivisiones
El distrito comprende la ciudad de Orhei y las siguientes comunas:
- Berezlogi
- Biești
- Bolohan
- Brăviceni
- Bulăiești
- Chiperceni
- Ciocîlteni
- Clișova
- Crihana
- Cucuruzeni
- Donici
- Ghetlova
- Isacova
- Ivancea
- Jora de Mijloc
- Mălăiești
- Mitoc
- Mîrzești
- Morozeni
- Neculăieuca
- Pelivan
- Peresecina
- Piatra
- Podgoreni
- Pohorniceni
- Pohrebeni
- Puțintei
- Sămănanca
- Seliște
- Step-Soci
- Susleni
- Teleșeu
- Trebujeni
- Vatici
- Vîșcăuți
- Zahoreni
- Zorile